# Plzeňský kraj

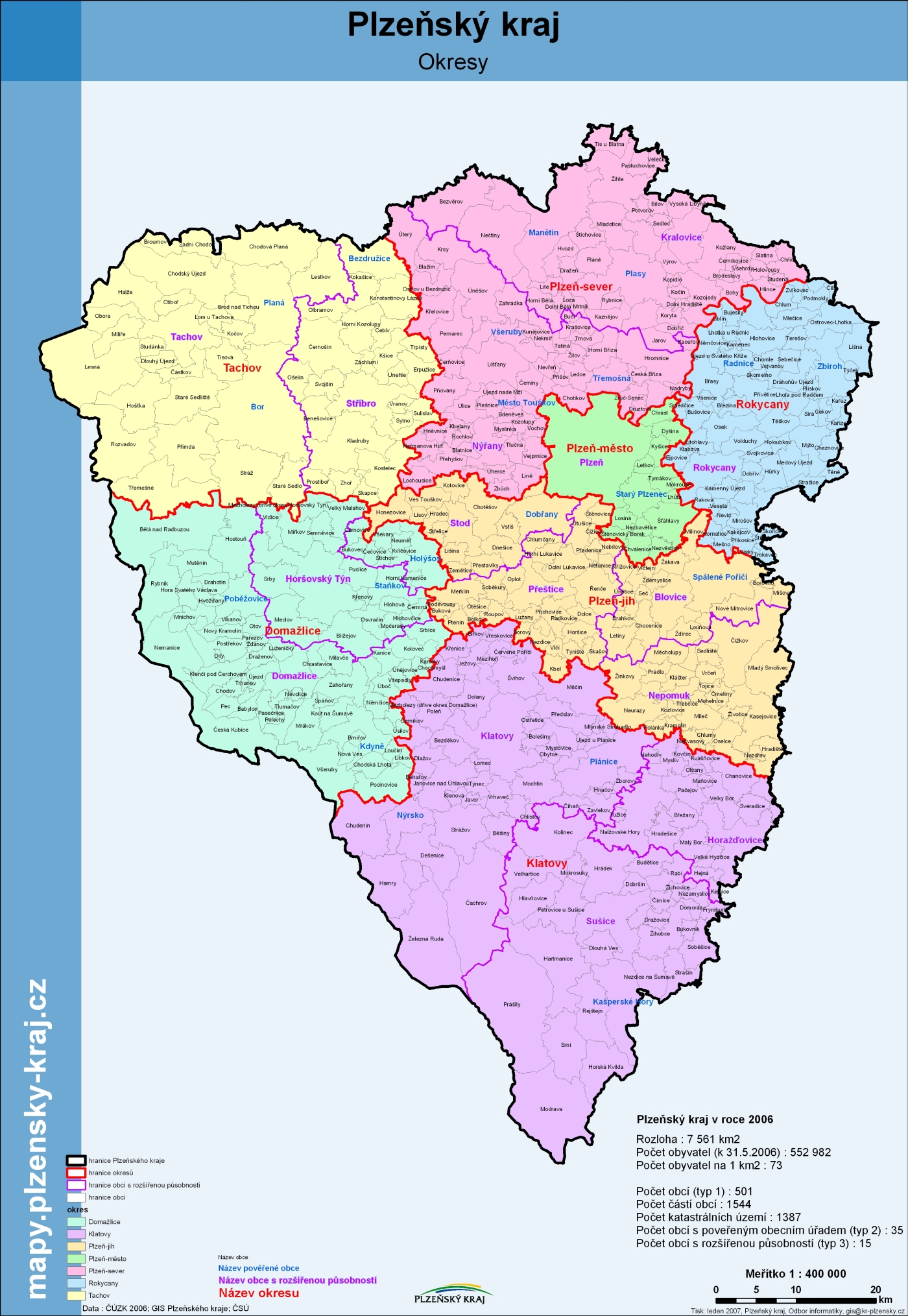
Mapa území obcí a okresů kraje k 4. 1. 2007

Plzeňský kraj leží na jihozápadě Čech, v jižní části bývalého Západočeského kraje. Na severozápadě sousedí s Karlovarským krajem, na severu má kratičký úsek společné hranice s Ústeckým krajem, na severovýchodě hraničí se Středočeským krajem, na jihovýchodě s Jihočeským krajem. Nejdelší úsek společné hranice má s německou spolkovou zemí Bavorsko (Bayern) na jihozápadě. Žije zde přibližně 613 tisíc obyvatel.

## Historie
Kraj byl zřízen spolu s dalšími samosprávnými kraji na základě článku 99 a následujících Ústavy České republiky ústavním zákonem č. 347/1997 Sb., o vytvoření vyšších územních samosprávných celků, který stanoví názvy krajů a jejich vymezení výčtem okresů (území okresů definuje vyhláška ministerstva vnitra č. 564/2002 Sb.) a pro vyšší územní samosprávné celky stanoví označení „kraje“. Kraje definitivně vznikly 1. ledna 2000, samosprávné kompetence získaly na základě zákona č. 129/2000 Sb., o krajích (krajské zřízení), dne 12. listopadu 2000, kdy proběhly první volby do jejich nově zřízených zastupitelstev. Toto krajské členění je obdobné krajům z let 1948–1960, zřízených zákonem č. 280/1948 Sb.
K 1. lednu 2016 se území kraje zvětšilo o některá katastrální území ze zrušeného vojenského újezdu Brdy, která byla připojena k obcím Plzeňského (a zároveň Západočeského) kraje:
Okres Rokycany (7 katastrálních území, 11 budov, 21 obyvatel):
- Dobřív v Brdech (rozloha 15,001008 km²[3], 0 budov, 0 obyvatel) k obci Dobřív
- Mirošov v Brdech (rozloha 2,088398 km²[4], 0 budov, 0 obyvatel) k obci Mirošov
- Skořice v Brdech (rozloha 20,013659 km²[5], 9 budov, 21 obyvatel – jde zejména o osadu Kolvín) k obci Skořice
- Strašice v Brdech (rozloha 26,901687 km²[6], 2 budovy, 0 obyvatel) k obci Strašice
- Štítov v Brdech (rozloha 1,324276 km²[7], 0 budov, 0 obyvatel) k obci Štítov
- Těně v Brdech (rozloha 15,873074 km²[8], 0 budov, 0 obyvatel) k obci Těně
- Trokavec v Brdech (rozloha 0,169004 km²[9], 0 budov, 0 obyvatel) k obci Trokavec

Okres Plzeň-jih (3 katastrální území, 0 budov, 0 obyvatel):
- Borovno v Brdech (rozloha 0,965899 km²[10], 0 budov, 0 obyvatel) k obci Borovno
- Číčov v Brdech (rozloha 3,326621 km²[11], 0 budov, 0 obyvatel) k části Číčov města Spálené Poříčí
- Míšov v Brdech (rozloha 2,221332 km²[12], 0 budov, 0 obyvatel) k obci Míšov

## Vedení Plzeňského kraje
Od 30. října 2024 je hejtmanem kraje Kamal Farhan (ANO). Koalici utvořilo ANO, STAN a uskupení Pro náš kraj. 

## Administrativní členění

### Okresy
Na území kraje se nachází sedm okresů.
| Okres            | Počet obyvatel (1. 1. 2020) | Rozloha (km²) | Hust. zal. (obyv./km²) | Počet obcí |
| ---------------- | --------------------------- | ------------- | ---------------------- | ---------- |
| Domažlice (DO)   | 62 062                      | 1 052         | 55                     | 76         |
| Klatovy (KT)     | 86 405                      | 1 946         | 44                     | 94         |
| Plzeň-jih (PJ)   | 63 488                      | 1 068         | 64                     | 99         |
| Plzeň-město (PM) | 194 280                     | 261           | 744                    | 15         |
| Plzeň-sever (PS) | 79 979                      | 1 287         | 62                     | 98         |
| Rokycany (RO)    | 49 349                      | 657           | 86                     | 68         |
| Tachov (TC)      | 54 336                      | 1 379         | 39                     | 51         |

### Správní obvody obcí s rozšířenou působností
Území krajů se od 1. ledna 2003 člení pro účely přenesené státní správy na správní obvody obcí s rozšířenou působností (ORP), které se dále člení na správní obvody obcí s pověřeným obecním úřadem (POÚ). Na území Plzeňského kraje vykonává rozšířenou působnost státní správy 15 obcí. Okresy jsou nadále jednotkami územního členění státu a obvody některých dalších státních institucí.
| Správní obvod ORP (Okres) | Počet obyvatel (1. 1. 2020) | Rozloha (km²) | Hust. zal. (obyv./km²) | Počet obcí |
| ------------------------- | --------------------------- | ------------- | ---------------------- | ---------- |
| Blovice (PJ)              | 12 185                      | 229           | 53                     | 19         |
| Domažlice (DO)            | 40 679                      | 763           | 53                     | 58         |
| Horažďovice (KT)          | 11 535                      | 259           | 45                     | 20         |
| Horšovský Týn (DO)        | 14 825                      | 289           | 51                     | 18         |
| Klatovy (KT)              | 50 720                      | 906           | 56                     | 44         |
| Kralovice (PS)            | 22 367                      | 659           | 34                     | 44         |
| Nepomuk (PJ)              | 11 583                      | 309           | 38                     | 26         |
| Nýřany (PS)               | 57 612                      | 628           | 92                     | 54         |
| Plzeň (PM)                | 194 280                     | 261           | 743                    | 15         |
| Přeštice (PJ)             | 22 885                      | 271           | 84                     | 30         |
| Rokycany (RO)             | 49 349                      | 657           | 75                     | 68         |
| Stod (PJ)                 | 23 393                      | 259           | 90                     | 24         |
| Stříbro (TC)              | 17 190                      | 431           | 40                     | 24         |
| Sušice (KT)               | 24 150                      | 781           | 31                     | 30         |
| Tachov (TC)               | 37 146                      | 948           | 39                     | 27         |

## Obyvatelstvo
| Rok            | 2001    | 2011    | 2019    |
| -------------- | ------- | ------- | ------- |
| Počet obcí     | 503     | 501     | 501     |
| Počet obyvatel | 550 688 | 571 377 | 589 899 |

## Ekonomika

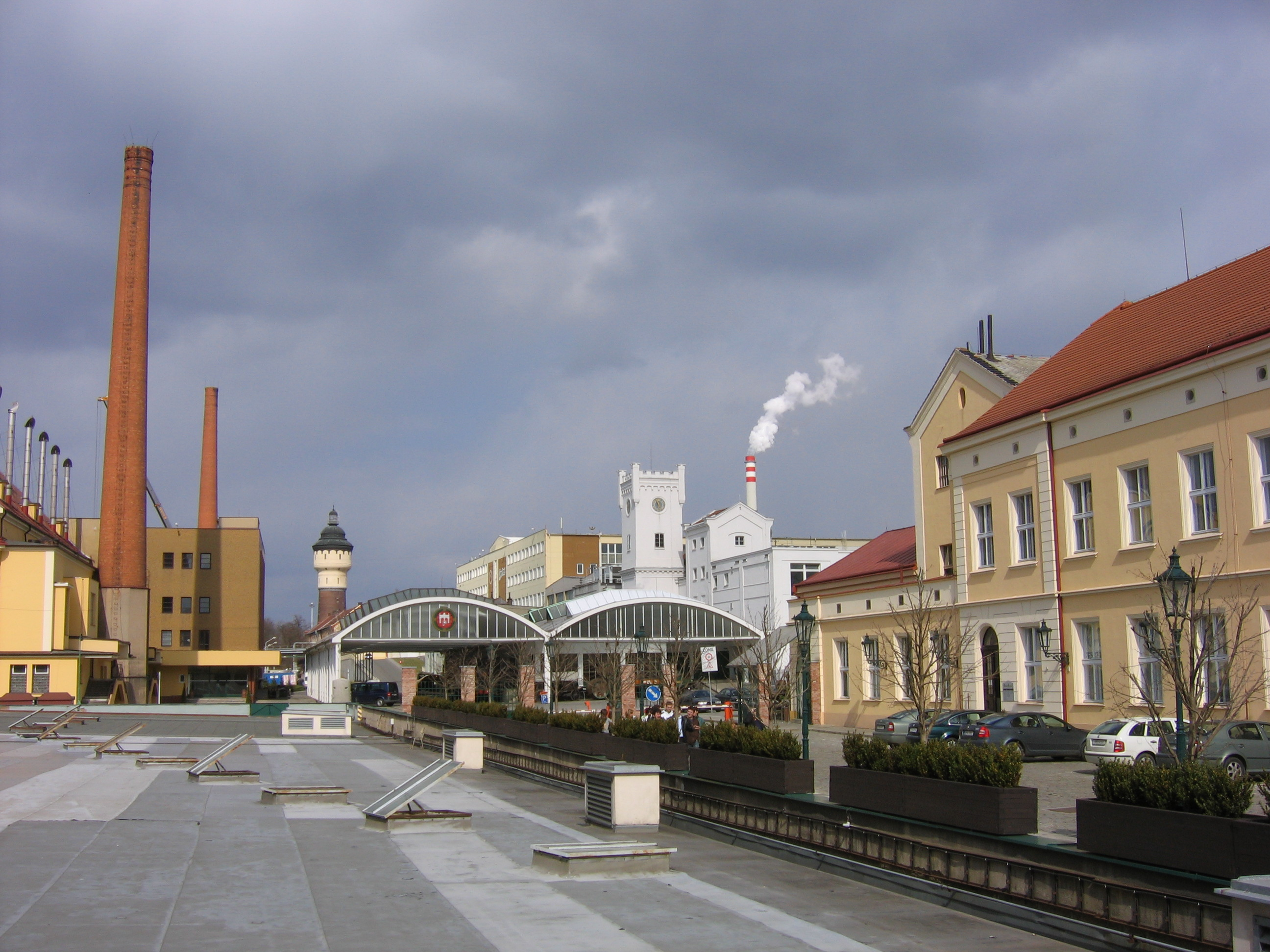
Areál plzeňského pivovaru Prazdroj

Plzeňský kraj patří mezi průměrně ekonomicky rozvinuté kraje. Na tvorbě hrubého domácího produktu (HDP) České republiky se podílí cca 5,5 % a v podílu tvorby HDP na obyvatele zaujímá mezi kraji páté místo, především díky ekonomické výkonnosti města Plzně, která dle odhadů vytváří téměř dvě třetiny celkového HDP Plzeňského kraje.
V kraji působí řady významných firem z oblasti strojírenství (např. Škoda Transportation, TS Plzeň), výroby alkoholických nápojů (Bohemia Sekt Starý Plzenec, Stock Plzeň, Pivovar Prazdroj), keramické výroby, energetiky (Plzeňská teplárenská, Plzeňská energetika). V kraji působí také řady zemědělských firem a společností v oblasti obchodu a služeb.

## Doprava

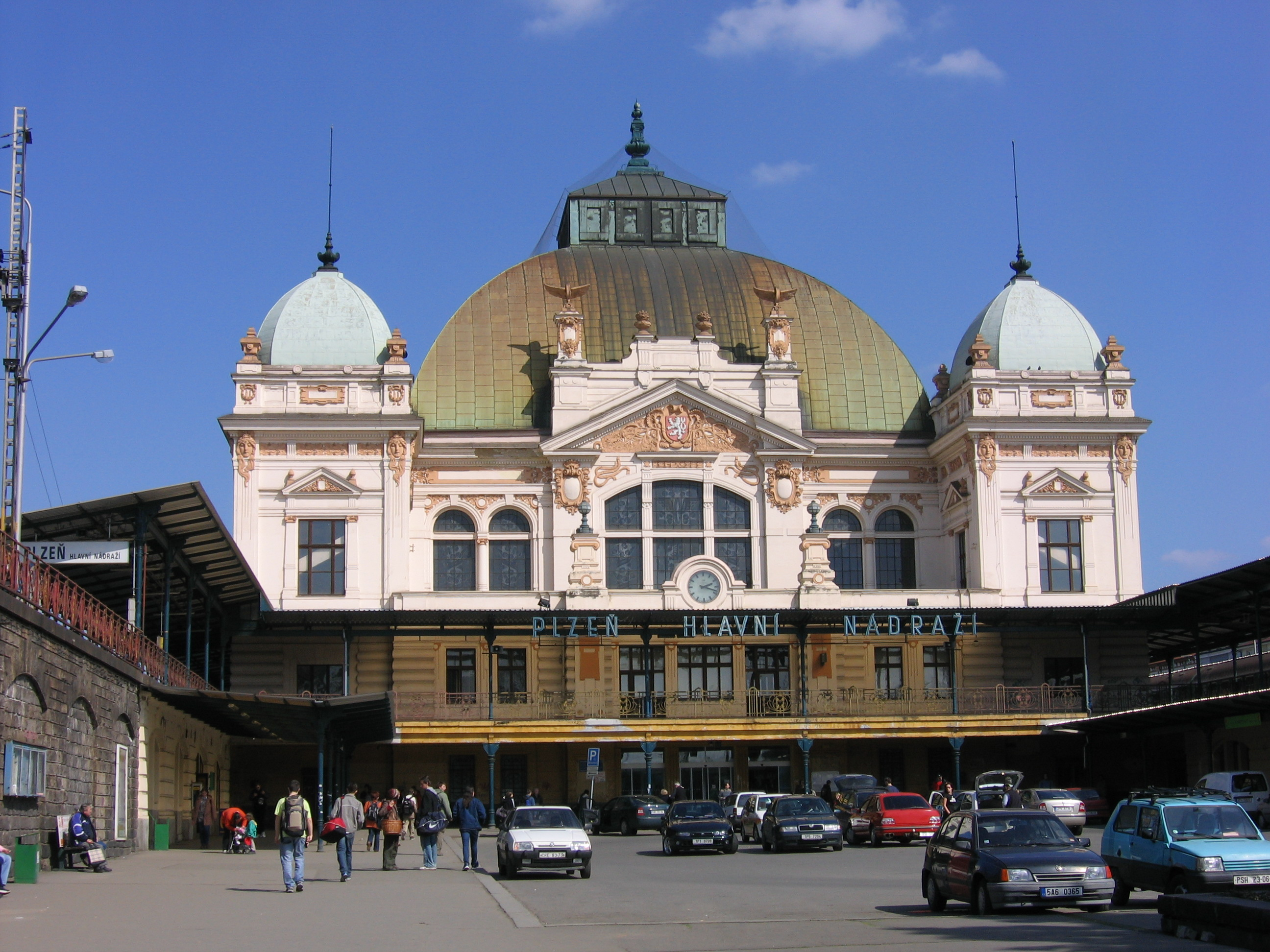
Budova hlavního nádraží v Plzni, které je hlavním železničním uzlem v kraji

### Silniční doprava
Krajem vede důležitá dálnice D5 z Prahy kolem Plzně do Bavorska. Další důležité silnice vedou do Strakonic, do Karlových Varů, do Stříbra a do Mostu.

### Železniční doprava
Město Plzeň je i důležitý železniční uzel, ve kterém se sbíhají trati do Rokycan a Prahy, do Mladotic, Žatce a Mostu, do Mariánských Lázni a Chebu, do Nýřan a Domažlic, do Klatov, do Nepomuku, Strakonic a Českých Budějovic. Největší význam má trať 170 Praha–Beroun–Plzeň–Klatovy, která je spolu s tratí 178 Plzeň–Cheb součástí tzv. 3. železničního koridoru, který prošel rozsáhlou rekonstrukcí, zejména v části mezi Plzní a Chebem a Plzní a Berounem. Trať 180 Plzeň – Domažlice – Furth im Wald slouží ke spojení s Bavorskem a trať 183 Klatovy – Železná Ruda zajišťuje spojení mezi krajskou metropolí a Šumavou. Spojení se severními Čechami zajišťuje od roku 1873 trať 160 Plzeň–Žatec. Spojení s jižními Čechami zajišťuje trať 191 z Plzně do Strakonic a dále pod číslem 190 do Českých Budějovic.

### Integrovaná doprava Plzeňského kraje
Celé území Plzeňského kraje pokrývá integrovaný dopravní systém Integrovaná doprava Plzeňského kraje, jehož součástí jsou železniční, autobusové, tramvajové a trolejbusové linky.

## Věda a vzdělání

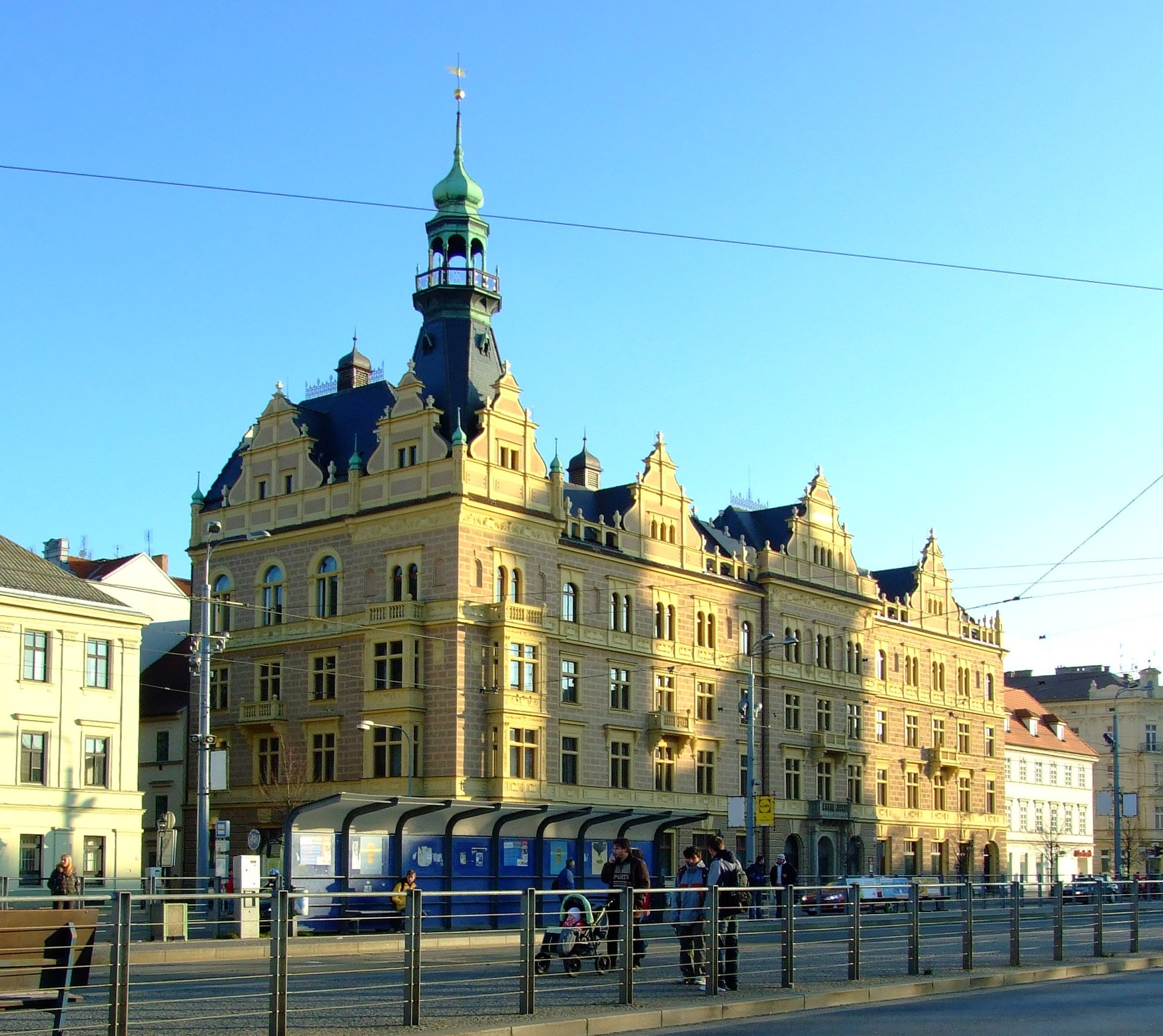
Budova Právnické fakulty Západočeské univerzity v Sadech Pětatřicátníků v centru Plzně

V Plzeňském kraji působí 63 středních škol, z nichž nejvíce je v krajském městě. V Plzni také sídlí dvě vysoké školy: Lékařská fakulta Univerzity Karlovy v Plzni, která byla založena v roce 1945 dekretem prezidenta Beneše, a Západočeská univerzita v Plzni.
V Plzni působí také výzkumný ústav Škoda spojený se stejnojmennou firmou.

## Zemědělství
Nejlepší podmínky pro zemědělství jsou v Plzeňské kotlině, tam se pěstují převážně obilniny. Plzeňský kraj patří také k významným producentům řepky. Plzeňský kraj má různorodé přírodní podmínky a chov skotu se uskutečňuje zejména v podhorských oblastech, ale díky dobrým vlastnostem travních porostů ve vyšších polohách je lze využít k pasteveckému chovu. V tomto kraji je chováno 161 991 kusů skotu, z toho je 66 386 kusů krav. Tento chov se uskutečňuje zejména v periferních částech kraje.

## Průmysl

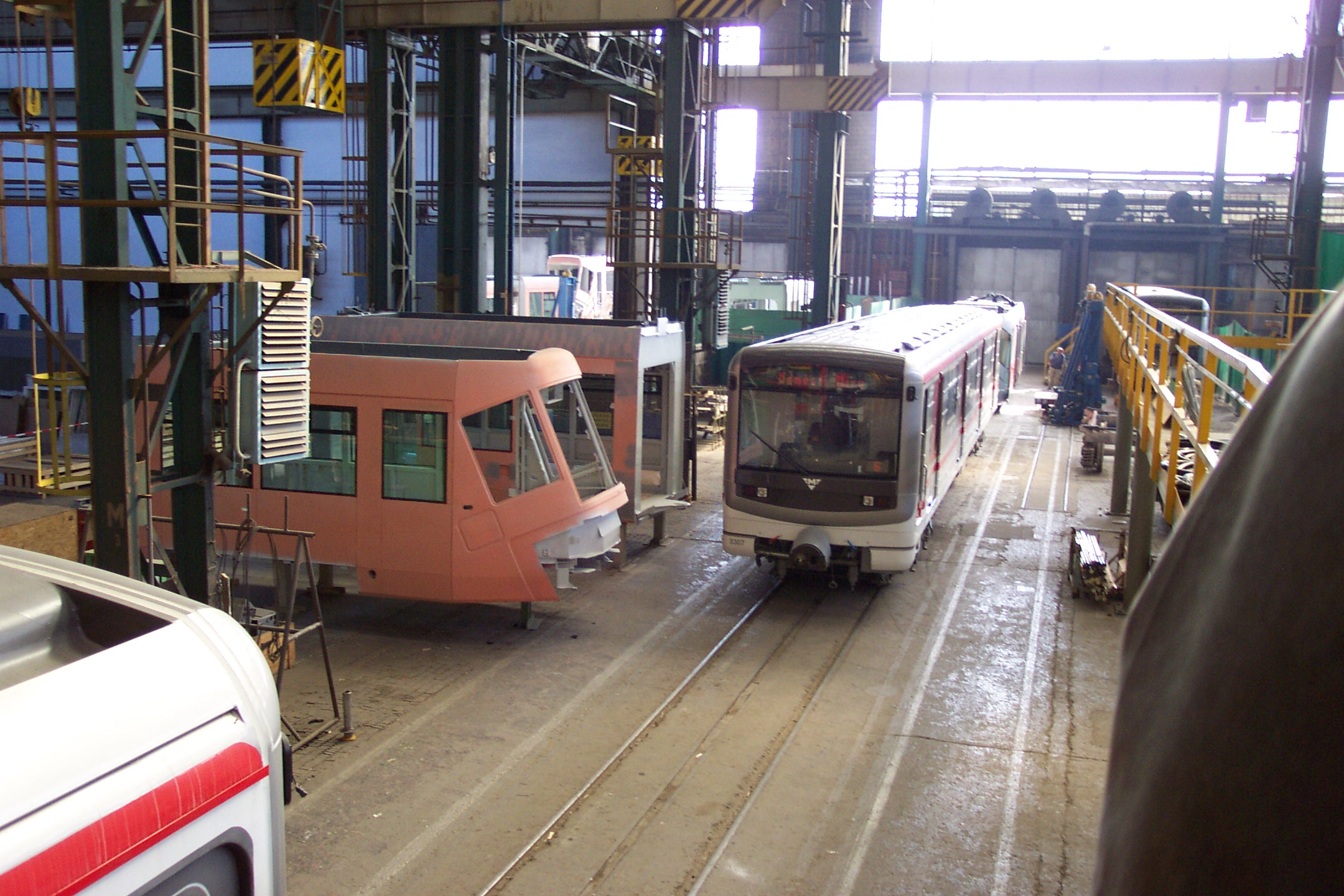
Podnik Škoda Plzeň – výroba tramvají a rekonstrukce vozů pražského metra

Mezi nejvýznamnější průmyslová odvětví zastoupená v Plzeňském kraji patří strojírenství, potravinářství, průmysl stavebních hmot a keramiky, výroba a distribuce energií, hutnictví. Společnosti s účastí zahraničního kapitálu představují cca 3,4 % podíl na celkovém počtu průmyslových podniků v kraji, tato hodnota dvojnásobně převyšuje celorepublikový průměr. Kraj patří v rámci Česka k oblastem s dlouhodobě nižší mírou nezaměstnanosti, která se pohybuje okolo 7 %.

### Nerostné suroviny
K nejvýznamnějším nerostným surovinám Plzeňského kraje patří kaolin používaný k výrobě porcelánu. Jeden z rozsáhlých povrchových lomů se nachází u Kaznějova. Dříve se zde těžilo uhlí a uran.

## Příroda

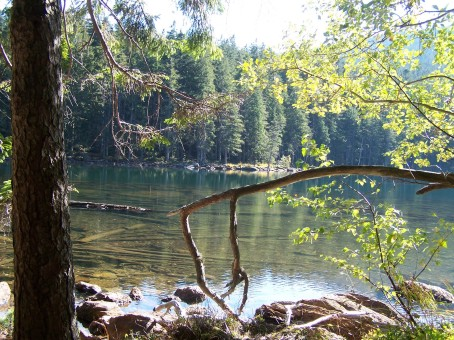
Černé jezero na Šumavě

Podstatnou část kraje vyplňuje Plzeňská pahorkatina, na severovýchodě se nachází Plzeňská kotlina a ze Středočeského kraje sem zasahují Brdy. Nejvýše sahají pohraniční hory Český les a část Šumavy. Na Šumavě leží i nejvyšší bod kraje. Nejvyšším vrcholem a místem na českém území je Velká Mokrůvka (1370,4 m n. m.). Hraniční čára vedoucí podél vrcholu Blatného vrchu rovněž přesahuje vrstevnici 1370 m, ale dosahuje výšky pouze 1370,3 m.
Nejdůležitějším chráněným územím je Národní park Šumava, jehož část do Plzeňského kraje zasahuje. V kraji jsou chráněné krajinné oblasti Šumava, Český les, Brdy, Křivoklátsko, Slavkovský les, přírodní parky a 162 maloplošných chráněných území.

### Vodstvo
V kraji se nacházejí dvě oblasti přirozené akumulace vod (Brdy, Šumava) a významnou roli při zásobování obyvatelstva pitnou vodou hrají i vodní nádrže Nýrsko a Lučina. Většinu území kraje odvodňuje Berounka, která vzniká v Plzni soutokem Radbuzy a Mže. Část Klatovska a Sušicko odvodňuje Otava. Obě povodí náleží k úmoří Severního moře. Železnorudsko odvodňuje Řezná, která odvádí vodu do Dunaje. Na území kraje je několik větších jezer – ledovcová Černé jezero, Čertovo jezero, Prášilské jezero, Laka a hrazené Odlezelské jezero, a také řada drobných rašelinných jezírek na Šumavě.

### Lesy

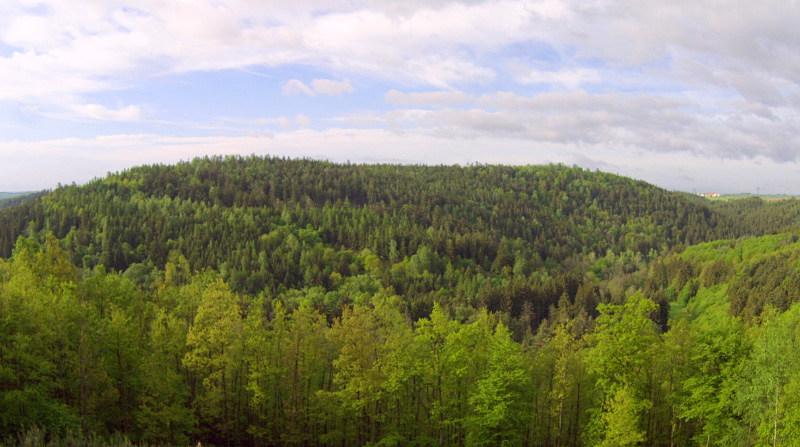
Lesy na severním Plzeňsku – Hradiště (Kralovická pahorkatina)

Na území kraje je zastoupeno 9 přírodních lesních oblastí, lesnatost činí 38,8 % a je nad průměrem České republiky, který činí 33,6 %. Z celkové rozlohy připadá přes 80 % na lesy hospodářské, asi 2 % na lesy ochranné a přes 16 % na lesy zvláštního určení. Jde např. o lesy v národním parku, národních přírodních rezervacích, lesy lázeňské nebo lesy v hygienických pásmech ochrany vodních zdrojů. Převažujícími dřevinami jsou smrk a borovice, jejichž monokultury tvoří více než 85 % rozlohy lesů v kraji.

## Životní prostředí
V kontextu České republiky patří životní prostředí v kraji mezi čistější, vzhledem k nižší hustotě osídlení.[zdroj⁠?!] Výjimku tvoří plzeňská aglomerace s vysokou koncentrací osídlení, průmyslu i dopravy.

### Ohrožená území a ekologické zátěže

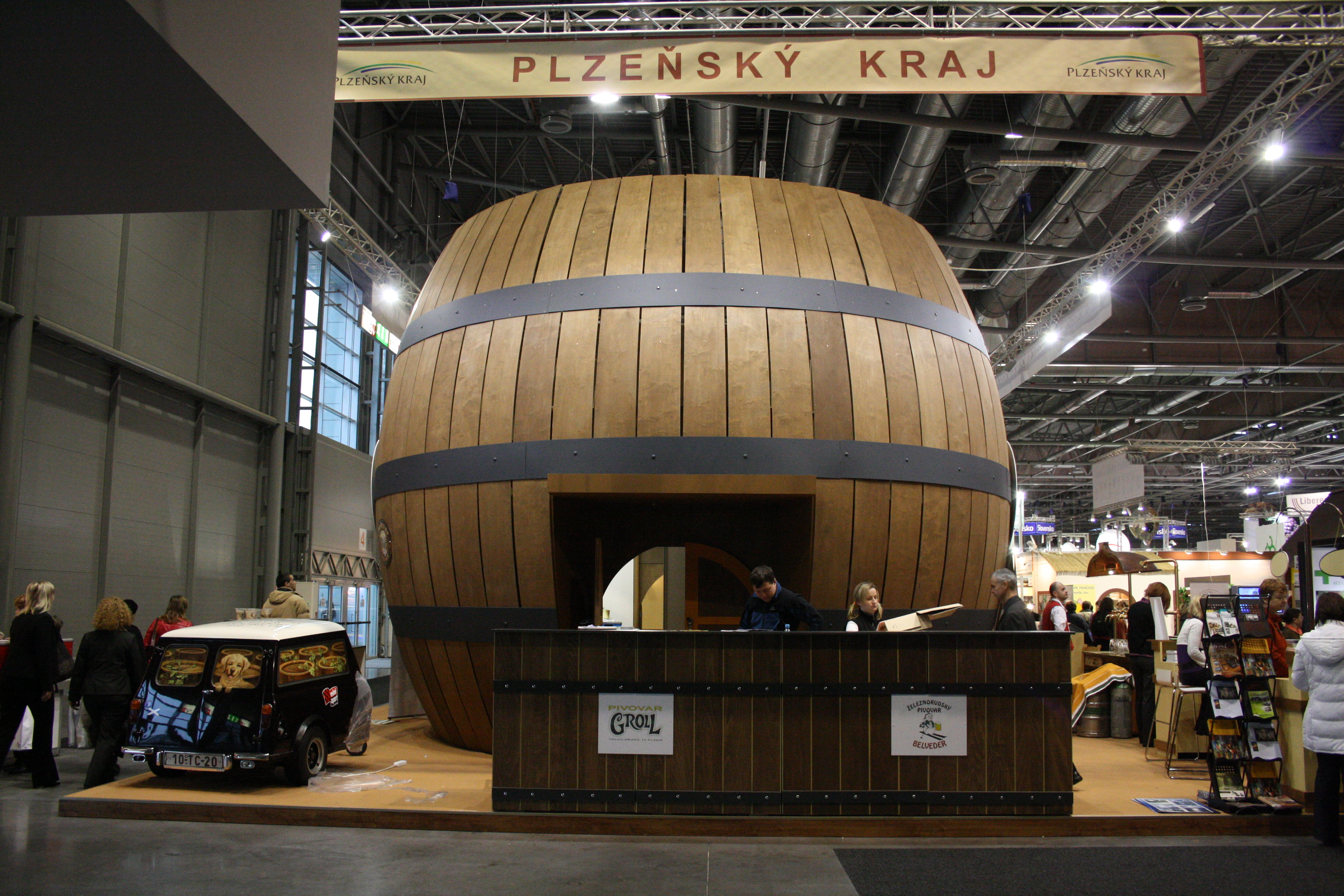
Prezentace plzeňského kraje na veletrhu Regiontour 2010

Mezi hlavní přírodní ohrožení patří nebezpečí záplav a povodní, zejména v oblasti soutoku řek v Plzeňské kotlině. Člověkem vyvolaná rizika lze dělit do mnoha kategorií, přičemž v kraji jsou významná zejména území ohrožená těžbou, neboť zde minulosti či současnosti probíhala těžba řady surovin – černého uhlí, železných rud, kaolinu, žáruvzdorných jílů, štěrkopísků nebo břidlic s vysokým obsahem pyritu. Významná jsou také území ohrožená dopravou, zemědělstvím a ukládáním odpadů.
Příkladem staré ekologické zátěže je zamoření bývalého skladu pesticidů v Lubech u Klatov pesticidem DDT, které proniká i do povrchové vody. Obyvatelům okolí se na základě studie rizik, kterou zaplatil Krajský úřad Plzeňského kraje, nedoporučuje, aby pili vodu z místních studní. Náklady na odstranění zamoření se odhadují na 30 milionů korun.

## Historické památky

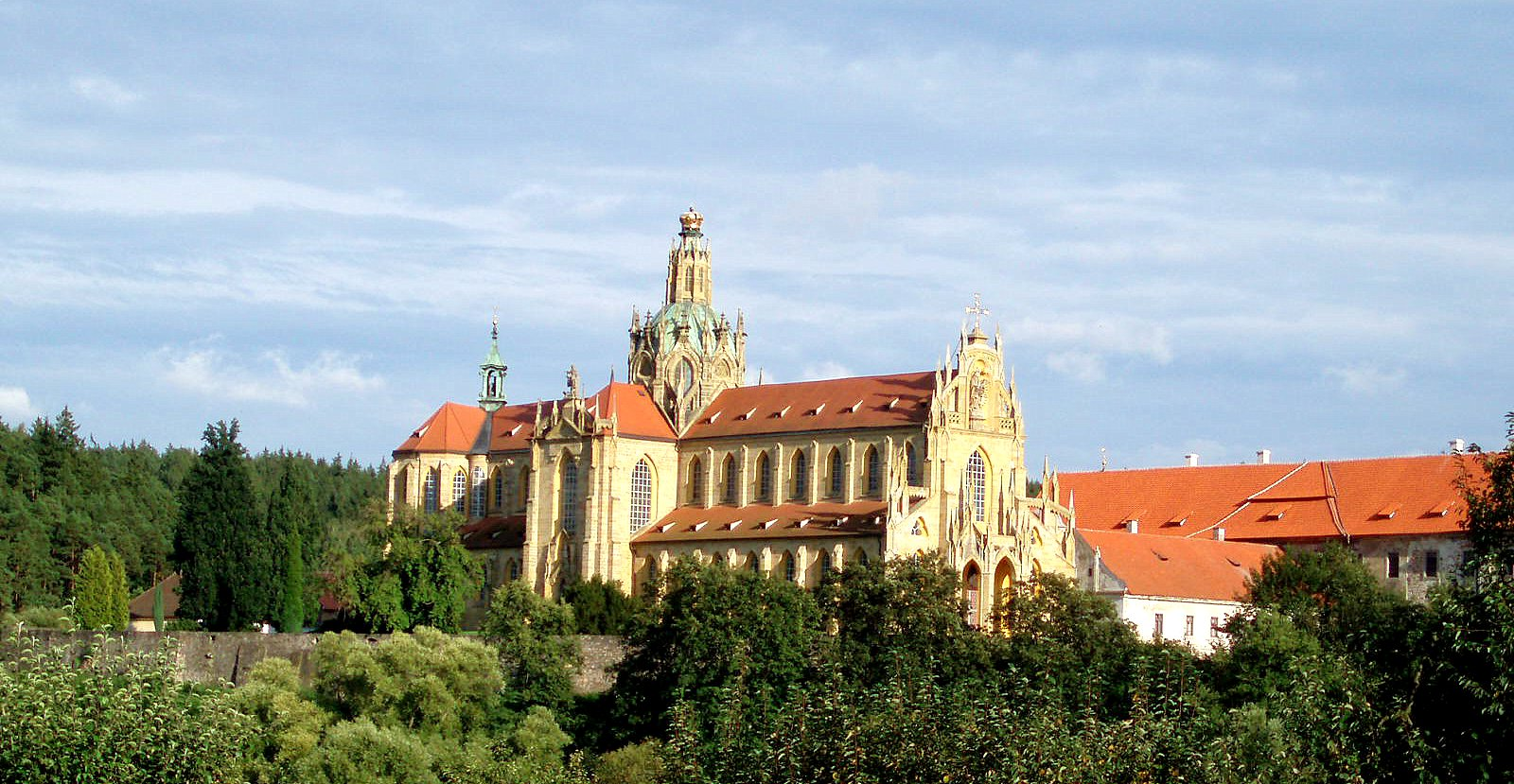
Kladrubský klášter s unikátním kostelem Nanebevzetí Panny Marie, jehož podoba je dílem Jana Blažeje Santiniho

V kraji se nachází stovky historických památek, z nichž mezi nejnavštěvovanější patří zámky Horšovský Týn, Kozel, Manětín, Nebílovy, Zbiroh a hrady Rabí, Radyně, Švihov nebo Velhartice a Domažlice.
V regionu působil i významný barokní architekt Jan Blažej Santini-Aichel, z jehož díla v kraji zůstala celá řada významných staveb a turisté je kvůli nim navštěvují např. klášter Plasy nebo Kladrubský klášter.